# Гулин, Евгений Михайлович
Евгений Михайлович Гулин (1875, Ставрополь — ок. 1941, Королевство Югославия) — русский архитектор XX века.

## Биография

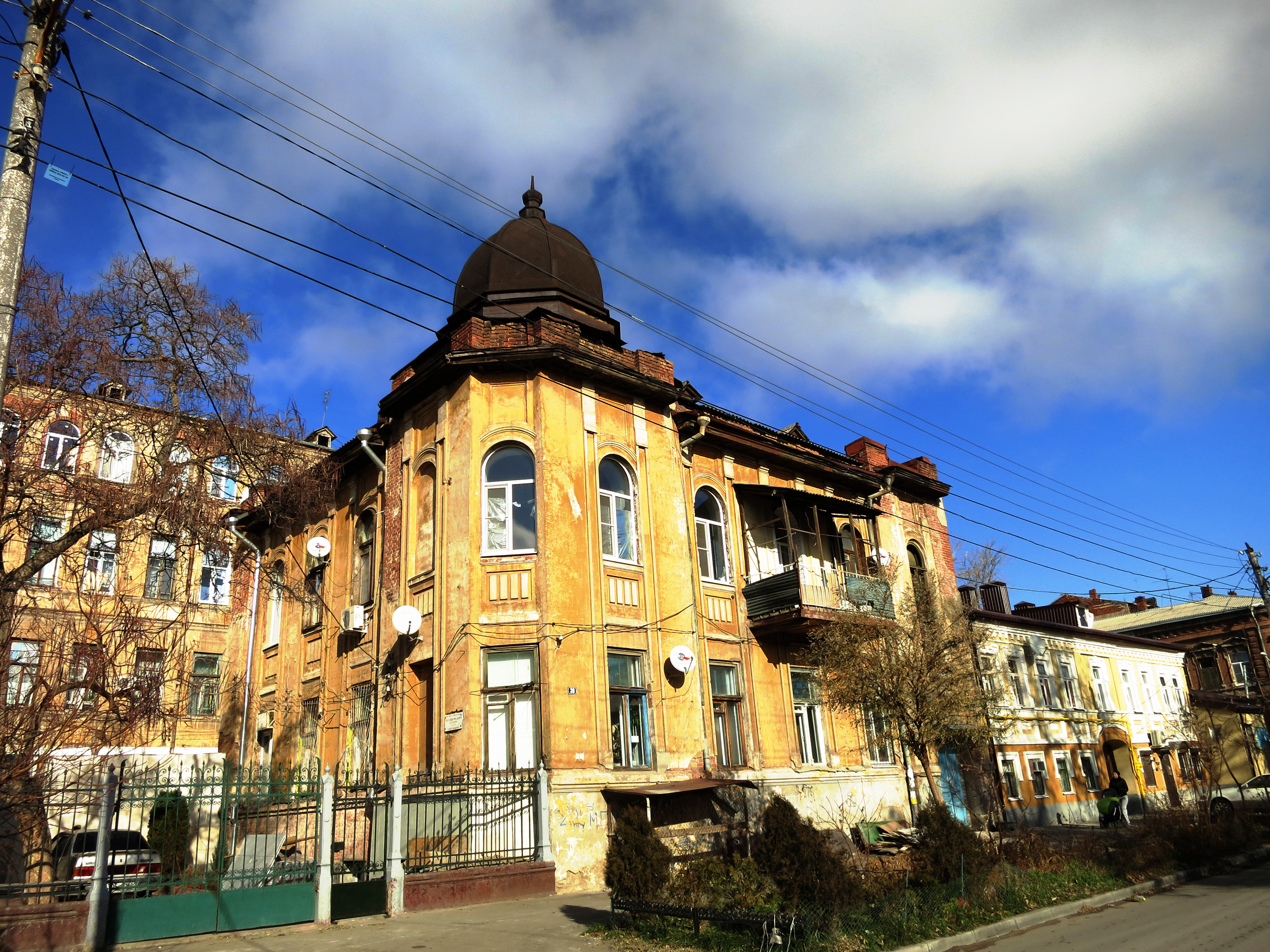
Жилой дом Николая Панина (1910)

Евгений Михайлович Гулин родился в 1875 году в городе Ставрополь в небогатой дворянской семье. Профессиональное образование получил в Санкт-Петербурге, окончив Институт гражданских инженеров (ныне — Санкт-Петербургский государственный архитектурно-строительный университет). Работал в городе Ростов-на-Дону архитектором ростовского градоначальства. В то время работа архитектора градоначальства, в отличие от городских архитекторов, которые разрабатывали проекты зданий и сооружений по указу Городской Думы, заключалась в административной работе в области архитектуры и строительства. Из-за своей загруженности административной работой, Гулиным до 1910 году в городе не было создано известных проектов.
В 1910 году по проекту Е. М. Гулина на пересечении Большой Садовой улицы и Таганрогского проспекта (ныне Будённовский проспект) было построено здание универмага «Проводник». Здание было построено в стиле модерн с большими витринами на разных этажах.

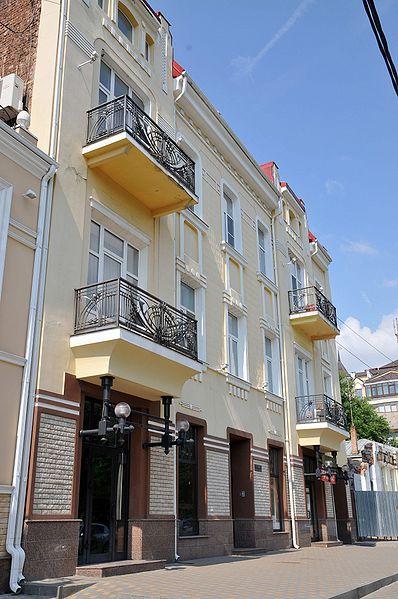
Ростов-на-Дону, Доходный дом С. Н. Мнацаканова

Успех архитектора повысил его спрос у частного заказчика Ростова, и до 1913 года по его проектам было построено ещё два здания — доходный дом Мнацакановых на ул. Пушкинской, 65 и дом причта Панина на ул. Ульяновской, 39.
В 1910 годах в Ростове-на-Дону модерн ещё не получил широкого распространения, основным элементом архитектурного стиля была эклектика. Большинство архитекторов работали в русле эклектики на основе классицистической пространственной структуры. После 1914 года проектирование ростовских зданий опираться на принципы модерна, одним из первых в этом начинании был Е. М. Гулин.
Работая в Ростове-на-Дону, несколько раз ездил в Санкт-Петербург в отпуск. В 1911 году там же принимал участие в работе IV съезда русских зодчих, выступив с докладом по вопросам правовых аспектов купли-продажи земельных участков в Ростове-на-Дону. В Ростове Гулин был востребован как архитектор, получал солидные гонорары, что позволило ему купить дом на улице Пушкинской. Одной из главных причин профессиональной востребованности Гулина был его оригинальный творческий почерк.
В 1913 году Гулин оставил Ростов-на-Дону и переехал жить и работать в Санкт-Петербург, поменяв успешную работу и домовладение в Ростове на работу на низших административных постах и проживание на съёмных квартирах.
В Санкт-Петербурге Гулин жил и работал до 1916 года, женился.
После революции 1917 года эмитрировал, жил и работал в Белграде, где стал автором ряда построек. Скончался, предположительно, около 1941 года.

## Творчество

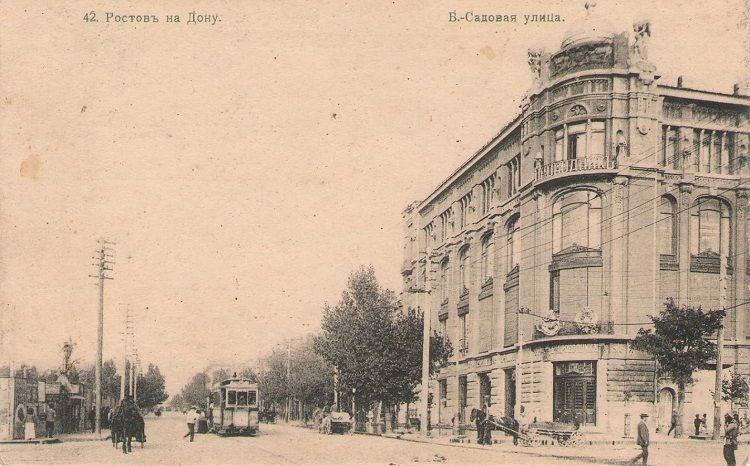
Ростов-на-Дону, улица Б. Садовая, здание универмага «Проводник»

К наиболее значимым работам Е. М. Гулина, как архитектора, относятся его работы в Ростове на Дону.
В Ростове Е. М. Гулин является автором двух зданий на центральной улице города — Большой Садовой: торгового дома купцов Яблоковых (Б. Садовая, 64), и Центрального универмага (Б. Садовая, 46) (здание универмага «Проводник»). Свой «первый модерн» Гулин проектировал в студенческом возрасте — до завершения обучения в Институте гражданских инженеров, за 7 лет до начала работы в Ростове-на-Дону архитектором градоначальства.

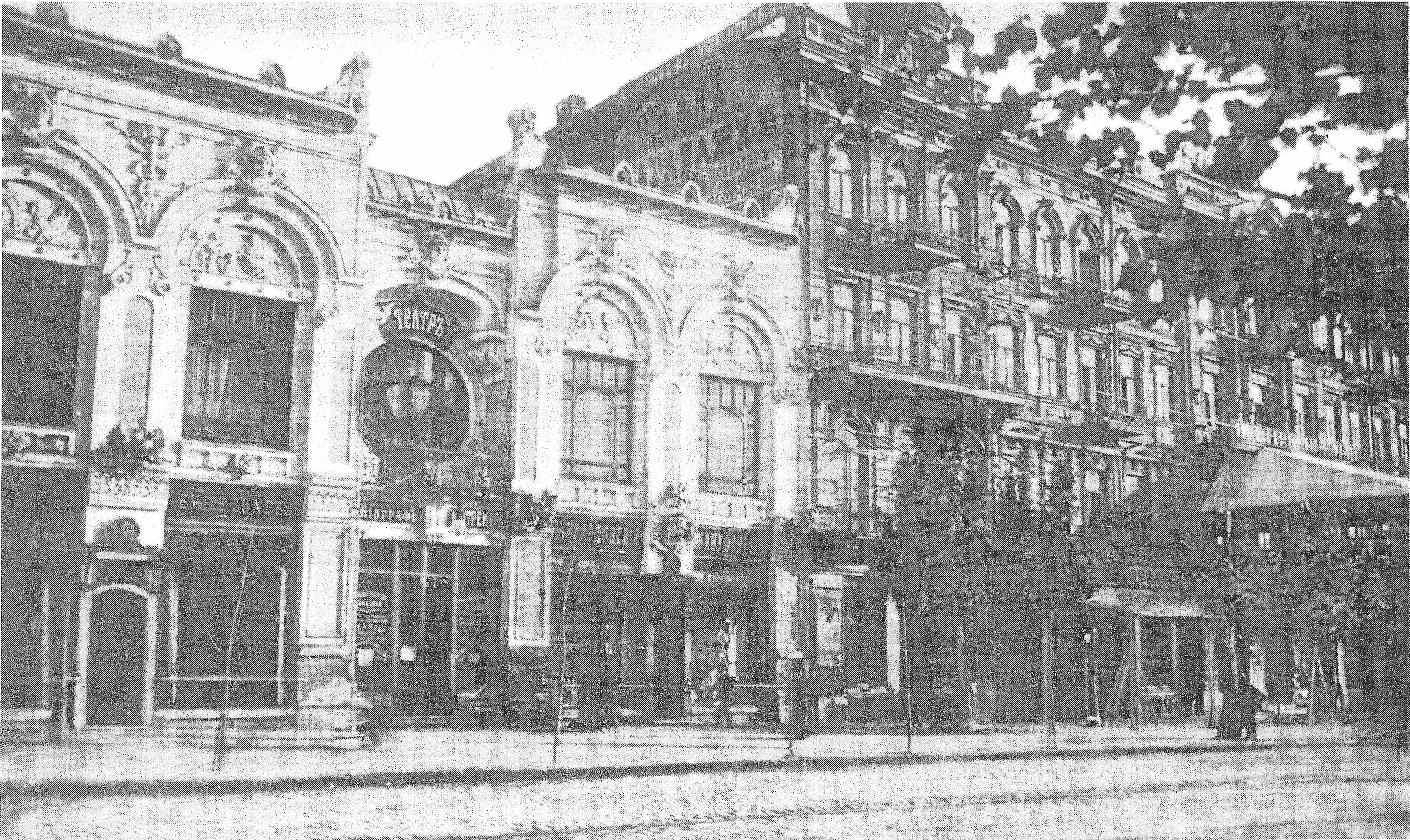
Дом Яблоковых в начале XX века

Основными творческими чертами работ архитектора является грамотное вписание здания в окружающую городскую застройку, профессиональная работа с формой и пространством, нетипичные для города декоративные и цветовые решения.
Его работы объединяет стиль, который условно называется «южным модерном». Работая с формой зданий, архитектор добивался праздничного эффекта объемным и цветовым выделением вертикальных линий в свободных от лепных украшений местах фасадов зданий. Вероятно, что приверженность архитектора принципам модерна была обусловлена его привязанностью к Санкт-Петербургу.
Большинство зданий, построенный по проектам архитектора, отнесено к объектам культурного наследия.

## Основные проекты и постройки
- Здание универмага «Проводник» (Центрального универмага, ЦУМ) на пересечении Б. Садовой и Таганрогского проспекта г. Ростов-на-Дону (1910). Объект культурного наследия регионального значения.
- Доходный дом С. Н. Мнацакановой на ул. Пушкинской, 65. Здание имеет статус объекта культурного наследия регионального значения (приказ ГУ «Областная инспекция по охране и эксплуатации памятников истории и культуры» от 29.12.2004 № 191 «Об утверждении списка выявленных объектов культурного наследия»).
- Дом Яблоковых на ул. Б. Садовая, 64 (1898). Здание имеет статус объекта культурного наследия регионального значения.
- Жилой дом Николая Панина на улице Ульяновская, 37, Ростов-на-Дону. Построен в 1910 году в стиле модерн — объект культурного наследия регионального значения[3].